# FIFA 14
FIFA 14 är ett fotbollsspel från Electronic Arts och är det 21:a spelet i FIFA-serien. Spelet är det första i serien som gavs ut till Playstation 4 och Xbox One.

## Soundtrack
| Nr  | Titel                          | Artist                                      | Längd |
| --- | ------------------------------ | ------------------------------------------- | ----- |
| 1.  | Hit It                         | American Authors                            |       |
| 2.  | Get Down                       | Amplify Dot                                 |       |
| 3.  | Ratchet                        | Bloc Party                                  |       |
| 4.  | T.U.B.E.                       | Chinza Dopeness                             |       |
| 5.  | We Sink                        | CHVRCHES                                    |       |
| 6.  | Love Natural                   | Crystal Fighters                            |       |
| 7.  | Compliment Your Soul           | Dan Croll                                   |       |
| 8.  | Runnin'                        | David Dallas                                |       |
| 9.  | Downtown                       | De Staat                                    |       |
| 10. | F for You                      | Disclosure                                  |       |
| 11. | Alive                          | Empire of the Sun                           |       |
| 12. | My Number (Trophy Wife Remix)  | Foals                                       |       |
| 13. | I'm with You                   | Grouplove                                   |       |
| 14. | I Know It's You                | Guards                                      |       |
| 15. | Funky Futurista                | Illya Kuryaki & The Valderramas             |       |
| 16. | Marathons                      | Jamie N Commons                             |       |
| 17. | Love Me Again                  | John Newman                                 |       |
| 18. | Boa Noite                      | Karol Conka                                 |       |
| 19. | Hot                            | Los Rakas                                   |       |
| 20. | Voce Diz Que O Amor Nao Doi    | Marcelo D2                                  |       |
| 21. | Don’t Forget Who You Are       | Miles Kane                                  |       |
| 22. | Copy of A                      | Nine Inch Nails                             |       |
| 23. | Am Ende                        | OK KID                                      |       |
| 24. | Mechanical                     | Oliver                                      |       |
| 25. | Magic                          | Olympic Ayres                               |       |
| 26. | Purple, Yellow, Red and Blue   | Portugal. The Man                           |       |
| 27. | Here                           | Robert DeLong                               |       |
| 28. | I Am                           | Rock Mafia med Wyclef Jean och David Correy |       |
| 29. | Dreaming                       | Smallpools                                  |       |
| 30. | The City                       | The 1975                                    |       |
| 31. | Miko                           | The Chain Gang of 1974                      |       |
| 32. | Little Games (St. Lucia Remix) | The Colourist                               |       |
| 33. | Hearts Like Ours               | The Naked and Famous                        |       |
| 34. | On Our Way                     | The Royal Concept                           |       |
| 35. | Worship You                    | Vampire Weekend                             |       |
| 36. | 24 Hours                       | Wretch 32                                   |       |
| 37. | Lived A Lie                    | You Me At Six                               |       |

## Omslag
Lionel Messi är återigen med i spelets globala omslag, då han tidigare varit med i omslagen för spelen FIFA 13 och FIFA Street. Ursprungligen var Gareth Bale med i de brittiska och irländska omslagen med den gamla klubben Tottenham Hotspurs tröja, men EA Sports uppdaterade senare omslaget, denna gång med Bale med Real Madrids tröja på grund av hans övergång till den spanska klubben.
De fotbollsspelare som visas vid sidan av Messi i sina respektive regioner är:
- Australien och Nya Zeeland: Tim Cahill[5]
- Central- och Sydamerika (förutom i Brasilien[6]): Arturo Vidal[7][8] och Radamel Falcao[9]
- Italien: Stephan El Shaarawy[10]
- Japan: Maya Yoshida och Makoto Hasebe[11]
- Mellanöstern: Mustafa Al-Bassas[12]
- Polen: Robert Lewandowski[13]
- Schweiz: Xherdan Shaqiri
- Storbritannien och Irland: Gareth Bale[2]
- Tjeckien: Michal Kadlec[14]
- Ungern: Balázs Dzsudzsák[15]
- USA: Javier Hernández[16]
- Österrike: David Alaba[17]